# Richard Hathwaye
Richard Hathwaye (fl. 1597–1603) war ein englischer Dramatiker.

## Leben
Über Hathwayes Leben ist nur wenig bekannt. Es gibt keine Beweise, dass er mit seinem Namensvetter Richard Hathaway, dem Vater von Anne Hathaway, der Ehefrau Shakespeares, verwandt war. Allerdings wurde Hathwayes Theatertruppe, die Admiral’s Men, von Admiral Charles Howard unterstützt, welcher wiederum der Schwiegersohn von Lord Chamberlain, Sir Henry Carey, war, der Shakespeares Lord Chamberlain’s Men förderte. Von Hathwaye ist nichts mehr nach 1603 überliefert, außer dass er 1604 starb und in St. Boltophs without Aldgate in London begraben wurde. Er hinterließ möglicherweise einen Sohn namens John.

## Karriere
Die Informationen über Hathwayes Werdegang und Erfolg werden hauptsächlich aus den Tagebüchern Philip Henslowes gewonnen. Hathwaye schrieb 18 Theaterstücke für Henslowe, die durch die Admiral’s Men und Worcester’s Men am Rose Theater aufgeführt wurden. Dies tat er als alleiniger Autor, wie auch in Zusammenarbeit mit anderen Schriftstellern, welche ebenfalls für Henslowe schrieben. Das erste dieser Stücke, King Arthur von 1597, ist das einzige Stück, das ihm alleinig zugeschrieben wird. Vermutlich hat er auch schon zuvor für die Bühne geschrieben, da Francis Meres ihn 1598 als erfahrenen Dramatiker beschrieb, der „am ehesten für seine Komödien bekannt sei“. Hathwaye schrieb auch Enkomien („commendatory verse“) für John Bodenhams Belvedere, veröffentlicht 1600.
Abgesehen von seinen Belvedere-Versen sind alle Werke Hathwayes verschollen, mit Ausnahme des ersten Teils der Zusammenarbeit The Life of Sir John Oldcastle, der als Gegenentwurf zur negativen Darstellung des Titelcharakters im shakespearschen Original Heinrich IV., Teil 1 und Heinrich IV., Teil 2 in Auftrag gegeben wurde. Einwände von Nachkommen des historischen John Oldcastle, eines protestantischen Märtyrers, scheinen verantwortlich sowohl für das Schreiben des korrigierenden Oldcastle-Stücks als auch für die Änderung von Oldcastle zu Sir John Falstaff in späteren Versionen der Stücke von Henry IV. gewesen zu sein.

## Bekannte Werke
Bekannte Werke von Richard Hathwaye, entweder alleine verfasst oder im Zusammenwirken mit anderen.
Die meisten wurden nicht als Druck veröffentlicht.

### Für die Admiral’s Men, 1598 bis 1602
1. The Lyfe and death of Arthur, King of England, April 1598
2. Valentine and Orson, mit Anthony Munday, Juli 1598
3. Sir John Oldcastle, Part I, mit Michael Drayton, Anthony Munday und Robert Wilson, Oktober–Dezember 1599. Ausgaben veröffentlicht 1600 und 1619.
4. Sir John Oldcastle, Part II, mit Michael Drayton, Anthony Munday und Robert Wilson, Oktober–Dezember 1599. Auch gedruckt.
5. Owen Tudor, mit Michael Drayton, Anthony Munday und Robert Wilson, Januar 1600. Möglicherweise nicht vollendet.
6. Fair Constance of Rome, Teil I, mit Thomas Dekker, Michael Drayton, Anthony Munday und Robert Wilson, Juni 1600. Auch gedruckt.
7. Fair Constance of Rome, Teil II, mit Thomas Dekker, Michael Drayton, Anthony Munday und Robert Wilson, Juni 1600. Möglicherweise nicht vollendet.
8. Hannibal and Scipio, mit William Rankins, Januar 1601. Auch gedruckt.
9. Scogan and Skelton, mit William Rankins, Januar–März 1601. Auch gedruckt.
10. The Conquest of Spain by John of Gaunt, mit William Rankins, März–April 1601. Nie vollendet, zumindest nach Überzeugung Henslowes, der es an Hathwaye zurückgehen ließ.
11. The Six Clothiers, Teil I, mit William Haughton und Wentworth Smith, Oktober–November 1601
12. The Six Clothiers, Teil II, mit William Haughton und Wentworth Smith, Oktober–November 1601. Möglicherweise nicht vollendet.
13. Too Good to be True, mit Henry Chettle und Wentworth Smith, November 1601–Januar 1602. Auch gedruckt.
14. Merry as May Be, mit John Day und Wentworth Smith, November 1602. Auch gedruckt.

### Für die Worcester’s Men, 1602 bis 1603
1. The Black Dog of Newgate, Teil I, mit John Day, Wentworth Smith und einem anonymen „anderen Dichter“, November 1602–Februar 1603
2. The Black Dog of Newgate, Teil II, mit John Day, Wentworth Smith und einem anonymen „anderen Dichter“, November 1602–Februar 1603. Auch gedruckt.
3. The Unfortunate General, mit John Day, Wentworth Smith und einem dritten Autor, Januar 1603. Auch gedruckt.

### Für die Admiral’s Men, 1603
1. The Boss of Billingsgate, mit John Day und ein oder zwei weiteren, März 1603

## Belegende Literatur
- S. P. Cerasano: Hathway, Richard (fl. 1598–1603). Oxford Dictionary of National Biography, Oxford University Press, Oxford 2004.
- Edmund Kerchever Chambers: The Elizabethan Stage, Vier Bände, Clarendon Press, Oxford 1923.
- Gary Taylor: Shakespeare, Arden of Faversham, and Four Forgotten Playwrights [u. a. seinen Todestag]

| Personendaten    | Personendaten                     |
| ---------------- | --------------------------------- |
| NAME             | Hathwaye, Richard                 |
| KURZBESCHREIBUNG | englischer Dramatiker und Lyriker |
| GEBURTSDATUM     | vor 1597                          |
| STERBEDATUM      | 22. April 1604                    |